# FC Chungju
FC Chungju (tiếng Hàn Quốc: FC 충주) là một câu lạc bộ bóng đá Hàn Quốc, có trụ sở tại Chungju. Câu lạc bộ hiện đang thi đấu tại K4 League, hạng thứ 4 trong hệ thống giải bóng đá Hàn Quốc.

## Đội hình hiện tại
Tính đến 3 tháng 10 năm 2022
Ghi chú: Quốc kỳ chỉ đội tuyển quốc gia được xác định rõ trong điều lệ tư cách FIFA. Các cầu thủ có thể giữ hơn một quốc tịch ngoài FIFA.
| Số | VT | Quốc gia | Cầu thủ                               |
| -- | -- | -------- | ------------------------------------- |
| 1  | TM | Hàn Quốc | Kang Cha                              |
| 3  | HV | Hàn Quốc | Lee Min-kyu                           |
| 4  | HV | Hàn Quốc | Park Ji-hun                           |
| 5  | HV | Hàn Quốc | Yoo Seong-pyo                         |
| 6  | HV | Hàn Quốc | Byun Jun-yeong                        |
| 7  | TV | Hàn Quốc | Nam Yun-jae                           |
| 8  | TV | Hàn Quốc | Baek Do-won                           |
| 9  | TV | Hàn Quốc | Han Chang-woo                         |
| 10 | TV | Hàn Quốc | Kim Jae-cheol                         |
| 11 | TV | Hàn Quốc | Kim Sun-woo                           |
| 13 | TM | Hàn Quốc | Lee Yeong-chang                       |
| 14 | TV | Hàn Quốc | Yeo Bong-hun (cho mượn từ Gwangju FC) |
| 16 | TV | Hàn Quốc | Park Won-bum                          |
| 17 | TV | Hàn Quốc | Kim Seong-soo                         |
| 18 | TĐ | Hàn Quốc | No Joo-hyun                           |
| 19 | TV | Hàn Quốc | Heo Eun-gang                          |
| 20 | TV | Hàn Quốc | Han Jun-kyu                           |
| 22 | TV | Hàn Quốc | Lee Jun-gi                            |
| 23 | TĐ | Hàn Quốc | Yoo Hyun-woo                          |
| 24 | HV | Hàn Quốc | Kim Hyung-soo                         |

| Số | VT | Quốc gia | Cầu thủ                                      |
| -- | -- | -------- | -------------------------------------------- |
| 25 | HV | Hàn Quốc | Nam Yoo-jun                                  |
| 26 | HV | Hàn Quốc | Lee Yeon-gyu                                 |
| 27 | HV | Hàn Quốc | Hwang Jae-jeong                              |
| 30 | TV | Hàn Quốc | Kim Ju-won                                   |
| 32 | HV | Hàn Quốc | Kim Hyeong-kyeom                             |
| 33 | HV | Hàn Quốc | Jeong Yong-su                                |
| 34 | TV | Hàn Quốc | Kang Hyun-woo                                |
| 37 | HV | Hàn Quốc | Park Tae-hwan                                |
| 39 | TĐ | Hàn Quốc | Ji Hyung-koo                                 |
| 41 | TM | Hàn Quốc | Kim Sung-hoon                                |
| 42 | HV | Hàn Quốc | Jang Jun-hyun                                |
| 47 | TV | Hàn Quốc | Choi Geon                                    |
| 48 | HV | Hàn Quốc | An Young-seok                                |
| 66 | TV | Hàn Quốc | Koo Bon-hyeok                                |
| 70 | TV | Hàn Quốc | Kim Soo-ah                                   |
| 77 | TĐ | Hàn Quốc | Jo Yoon-hyeong (cho mượn từ Bucheon FC 1995) |
| 80 | TĐ | Hàn Quốc | Park Dae-hun                                 |
| 88 | HV | Hàn Quốc | Kim Tae-yeong                                |
| 99 | HV | Hàn Quốc | Song Seung-jun                               |

## Thành tích theo từng mùa giải
| Mùa giải | Số đội | Hạng đấu    | Vị trí | TĐ | T  | H | B  | BT | BB | GD  | Đ  | Cúp Quốc gia Hàn Quốc |
| -------- | ------ | ----------- | ------ | -- | -- | - | -- | -- | -- | --- | -- | --------------------- |
| 2018     | 11     | K3 Basic    | Thứ 3  | 20 | 13 | 1 | 6  | 46 | 17 | +29 | 40 | Vòng 3                |
| 2019     | 12     | K3 Advanced | Thứ 12 | 22 | 3  | 3 | 16 | 17 | 40 | –23 | 2  | Vòng 3                |
| 2020     | 13     | K4 League   | Thứ 10 | 24 | 5  | 4 | 15 | 24 | 45 | –21 | 19 | Vòng 2                |
| 2021     | 16     | K4 League   | Thứ 4  | 30 | 17 | 6 | 7  | 60 | 31 | +29 | 57 | Vòng 1                |
| 2022     | 17     | K4 League   | Thứ 5  | 32 | 9  | 2 | 21 | 33 | 65 | –32 | 29 | Vòng 1                |
| 2023     | 17     | K4 League   |        |    |    |   |    |    |    |     |    |                       |

1. ↑  Bị trừ 10 điểm